# 1101 w polityce

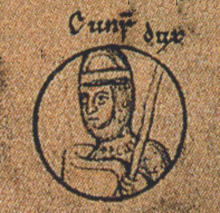
Konrad Salicki

Wydarzenia polityczne w 1101 roku.

## Wydarzenia
- Król duński Kanut IV Święty (ur. ok. 1043, zm. 1086) zostaje kanonizowany[1].
- Krucjata 1101 roku[2]. Baldwin I zdobywa miasta Arsuf i Cezarea[3].

## Urodzili się
- Stefan II, król węgierski[4].

## Zmarli
- 27 lipca Konrad Salicki, król Włoch[5][6].